# 交管12123
交管12123是中华人民共和国公安部推出的移动应用程序，是公安部互联网交通安全综合服务管理平台的重要组成部分，提供多种交通管理服务。2025年3月19日，纯血鸿蒙版开放使用。

## 特性
交管12123可查询车辆事故记录、处理交通违法记录。用户还可以通过“学法减分”功能，观看教育视频并答题为驾驶证加分，最高减免6分。该应用还提供选号、上牌和智能业务咨询功能。